# James Deen
James Deen, pseudonimo di Bryan Matthew Sevilla (Pasadena, 7 febbraio 1986), è un attore pornografico e regista statunitense.
Entrato nell'industria del porno nel 2004 all'età di diciotto anni, Deen ha ottenuto una certa notorietà a causa della sua costituzione relativamente esile, la mancanza di tatuaggi e un'immagine in controtendenza a quella stereotipata di attori porno ipermascolini. Verso la fine del 2015 diverse colleghe si sono fatte avanti con accuse online di una cattiva condotta sessuale che comprendeva sesso non consensuale, nessuna tuttavia ha mai sporto una denuncia formale verso Sevilla, per tanto non è giudicato colpevole o innocente in nessuna corte di tribunale e continua a lavorare tutt'oggi.

## Biografia
Bryan Matthew Sevilla è nato il 7 febbraio 1986 nella contea di Los Angeles ed è cresciuto a Pasadena (in California). Entrambi i suoi genitori sono ingegneri (suo padre meccanico e sua madre informatica) e uno dei due ha lavorato al Jet Propulsion Laboratory. Nel 2004 si è diplomato alla La Cañada High School e a diciassette anni si è trasferito insieme al padre, lavorando in uno Starbucks per due anni mentre frequentava il Pasadena City College. Ha dichiarato che esibirsi in film pornografici era la sua ambizione sin da quando era alla scuola dell'infanzia.
Una volta entrato nell'industria del porno nel 2004 ha inizialmente lavorato con donne mature (MILF). Nel 2009 è stato nominato come interprete maschile dell'anno da Adult Video News (AVN) all'età di ventidue anni, rendendolo il più giovane attore a ottenere tale premio. Deen ha infatti un seguito di fan tra le adolescenti, una demografia che di solito non è associata con la pornografia. Nel febbraio 2012 ABC Nightline ha mandato in onda Porn's Boy Next Door, che includeva interviste tra Deen e le sue fan, con una di esse che lo ha definito il «Ryan Gosling del porno». Nel settembre 2012 ha preso parte a una conferenza stampa contro la «Measure B», un'iniziativa che avrebbe requisito l'utilizzo del profilattico durante le scene di sesso pornografiche, mettendo in dubbio la costituzionalità della misura. Le collaborazioni di Deen includono il sito Wood Rocket e l'apparizione come presentatore della webserie James Deen Loves Food che lo ha visto recensire i migliori ristoranti, ordinando ogni cibo da un menù e la creazione di un burrito da 580 dollari.

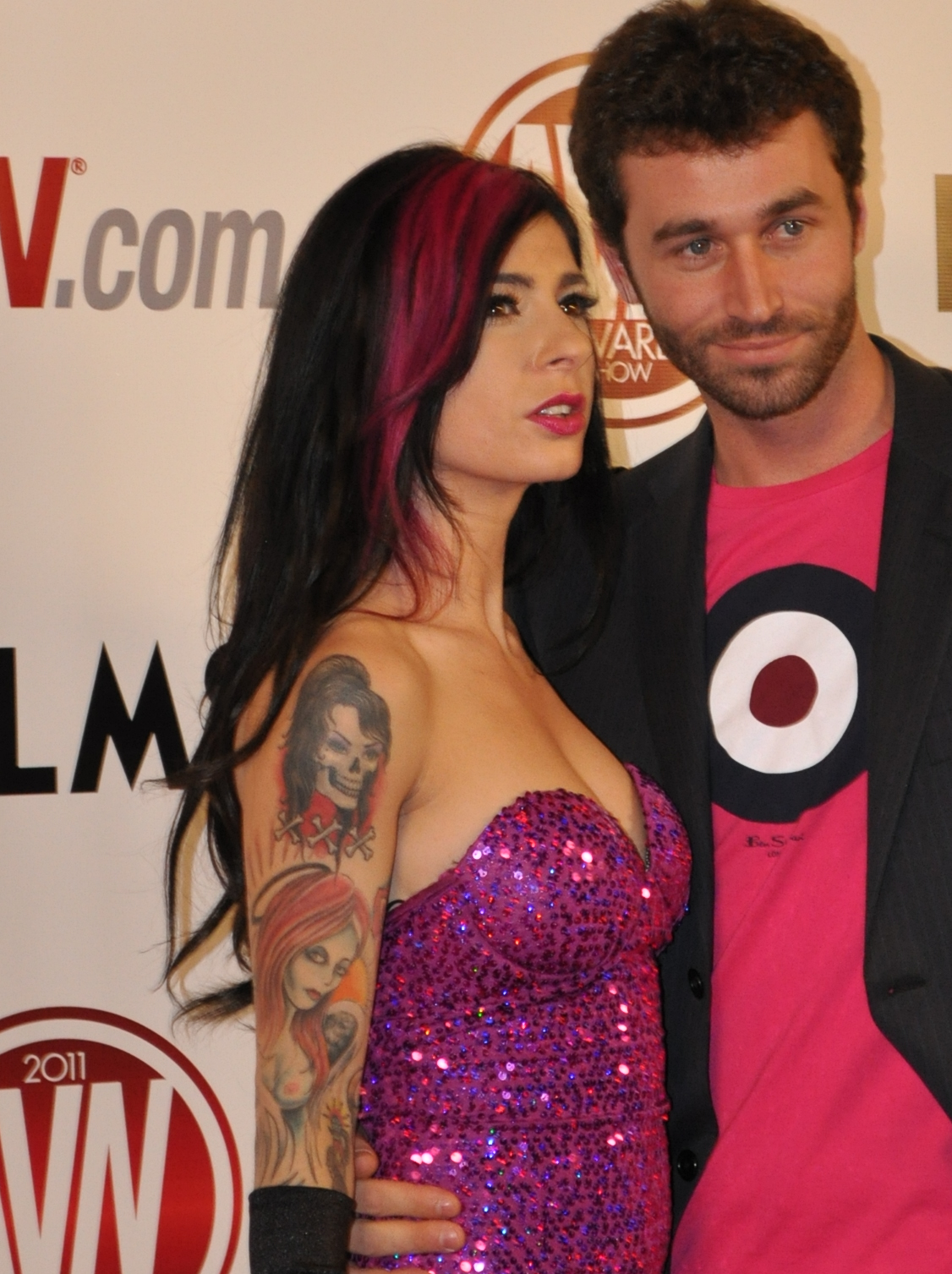
James Deen e Joanna Angel agli AVN Awards nel gennaio 2011

Nel gennaio 2013 ha lanciato un finanziamento collettivo su Kickstarter per raccogliere fondi per il film steampunk Cowboys & Engines. Deen è inserito come produttore del veicolo Bryn Pryor e in cinquantotto giorni la campagna di finanziamento ha superato l'obiettivo prefissato di centomila dollari. Gli attori Malcolm McDowell, Richard Hatch e Walter Koenig hanno tutti firmato per il progetto. Nel febbraio 2013 è stato invitato al Pasadena City College dal professore Hugo Schwyzer per parlare agli studenti della sua carriera. Tale apparizione era inizialmente aperta al pubblico, ma è stata in seguito limitata ai soli amministratori a causa di preoccupazioni per la sicurezza pubblica ed in oltre per i manifestanti. Deen si limitò quindi a parlare agli studenti della classe "Navigating Pornography". Da allora Deen è stato invitato a college e università in tutto il Paese per parlare agli studenti sulla legislazione, l'uso del profilattico e la contraccezione, le relazioni, i media e la sessualità. Il 18 aprile seguente ha parlato agli studenti dell'Università del Wisconsin-Madison in un'apparizione denominata A Night with James Deen: Pornography & Sex Ed. Nel luglio 2012 Deen è apparso sulle pagine del periodico statunitense GQ parlando del proprio lavoro e della sua vita privata. GQ lo ha nuovamente intervistato per un articolo a proposito del suo regime alimentare: Deen ha dato credito a una dieta salutare, a uno "stomaco ebreo" e a molto sesso. Nel 2013 CNBC lo ha inserito nella lista dei più popolari attori e attrici dell'industria pornografica.
Nell'aprile 2013 ha girato una scena pornografica con Farrah Abraham (protagonista di Teen Mom), affermando che gli era stato chiesto di fingere di stare con Abraham per pubblicizzare la scena come un accidentale video amatoriale, ma che ha rifiutato spiegando che non era possibile farlo passare come video "fatto in casa" ingaggiando un attore porno molto conosciuto. Sempre nel 2013 insieme a Lindsay Lohan è stato protagonista del film di Paul Schrader intitolato The Canyons e sceneggiato da Bret Easton Ellis.
Nel luglio 2013 ha pubblicato la sua prima produzione porno (registrata con Google Glass) in collaborazione con la collega Andy San Dimas, MiKandi e XBIZ: il video promozionale censurato ha raggiunto il milione di visualizzazioni su YouTube ventiquattro ore dopo la pubblicazione (il video non censurato è invece presente su MiKandi).
Verso la fine del 2013 ha filmato una scena con la blogger e comica di Huffington Post Jenn Tisdale nella una stanza di un albergo a New York dopo che Tisdale aveva risposto a un invito aperto su Twitter. Tisdale ha utilizzato il nome Gwen Derringer e nel 2014 il video è stato pubblicato in una versione DVD intitolata James Deen's Sex Tapes: Hotel Sex. In seguito alle accuse di stupro nei confronti di Deen nel novembre 2015 Tisdale ha affrontato la questione, modificando la sua storia originale riguardanti le riprese di un video sessuale con Deen, dicendosi pentita di aver contribuito alla falsa immagine che Deen avrebbe proiettato di se stesso.
Deen ha un considerevole numero di fan (soprannominati "Deenagers", hanno creato delle pagine su di lui su siti come Pinterest, Tumblr e altri siti indipendenti e dedicati unicamente a lui per condividere e commentare sul suo lavoro) e nel febbraio 2013 ha lanciato un sito personale: JamesDeenStore.com. Oltre ai suoi film e novelle per adulti il negozio dispone il suo personale marchio di vestiti chiamato Baby Panda.
Nel gennaio 2014 si è unito alla Adult Performer Advocacy Committee (APAC), un'organizzazione che rappresenta gli interpreti dell'industria porno, protegge i loro diritti e recensisce protocolli medici e di sicurezza, inclusi nuovi in caso di bisogno. In seguito alla sua formazione l'APAC ha pubblicato un video intitolato Porn 101. Una copia in DVD del video è stata consegnata a tutti i talenti dell'industria porno presenti a Las Vegas durante l'annuale AVN Adult Entertainment Expo. Deen è stato il tesoriere e presidente dell'APAC fino al dicembre 2015, quando si è volontariamente dimesso dopo le accuse sessuali da parte delle sue colleghe.
Il 25 giugno 2014 ha preso parte a un'A.M.A. ("Ask Me Anything", ossia "Chiedetemi qualsiasi cosa") su reddit, ricevendo più di quattromila domande in un'ora e rendendo l'AMA di Deen la più popolare sul sito al mattino seguente. Le domande ricevute vertevano sulla sua carriera, la sua vita privata, la legislazione del profilattico, il video con Farrah Abraham e altro ancora.

## Vita privata
Deen è ebreo e si è identificato con il giudaismo e come libertario.
Dal 2005 al 2011 ha avuto una relazione con la collega Joanna Angel. In un'intervista del luglio 2013 per The Huffington Post la collega Stoya ha affermato che era in una relazione con Deen e la coppia è stata insieme dal 2012 al 2014.

### Accuse di stupro e cattiva condotta sessuale
Il 28 novembre 2015 è stato accusato di stupro su Twitter dall'ex fidanzata Stoya, con cui è stato insieme per due anni. Deen ha respinto tali accuse descrivendo le affermazioni di Stoya come «false», «oltraggiose» e «diffamatorie». Tuttavia anche Joanna Angel ha mostrato supporto per Stoya e al Jason Ellis Show ha accusato Deen di abusi durante la loro relazione di sei anni.
Nei giorni seguenti altre donne dell'industria pornografica hanno raccontato di abusi subiti da Deen, tra cui Ashley Fires. e Tori Lux. Anche Bree Olson, Kora Peters, Lily LaBeau e Nicki Blue hanno tutte definito Deen come «inutilmente brutale». Amber Rayne ha raccontato che una volta Deen l'ha colpita con un pugno e infortunata sul set credendo che si trattasse di un errore da principiante, ma sebbene i due siano poi diventati amici, anni dopo ha cambiato idea dopo essersi resa conto che stava ancora abusando di altre donne. A causa di queste accuse il sito Kink si è dissociato da Deen affermando che «il consenso è sacrosanto» e The Frisky ha rimosso i consigli sessuali di Deen come editoriale, rimuovendo anche pubblicità e collegamento ipertestuale al suo sito ufficiale dalle edizioni pubblicate in precedenza, mentre Deen si è volontariamente sollevato dall'incarico di presidente dell'Adult Performer Advocacy Committee.
Nel dicembre 2015 articoli del Daily Beast e dell'Huffington Post si sono riferiti a Deen come il «Bill Cosby del porno». Ha poi rilasciato un'intervista per il Daily Beast affermando di essere sconcertato dalle accuse e offrendo controargomentazioni per esse.

## Riconoscimenti
| Anno | Premio | Film                      |
| ---- | --- | ------------------------- |
| 2009 | Male Performer of the Year | N.D.                      |
| 2013 | Best Three-Way Sex Scene – Girl/Girl/Boy (con Asa Akira e Brooklyn Lee)                                                          | Asa Akira Is Insatiable 3 |
| 2013 | Crossover Star of the Year (pari merito con Sunny Leone)                                                                         | N.D.                      |
| 2013 | Male Performer of the Year | N.D.                      |
| 2014 | Best Three-Way Sex Scene – Boy/Boy/Girl (con Anikka Albrite e Ramón Nomar)                                                       | Anikka                    |
| 2014 | Mainstream Star of the Year | N.D.                      |
| 2014 | Favorite Male Porn Star (Fan Award)                                                                                              | N.D.                      |
| 2015 | Best Group Sex Scene (con A.J. Applegate, Erik Everhard, John Strong, Jon Jon, Mr. Pete, Mick Blue e Ramón Nomar)                | Gangbang Me               |
| 2015 | Most Outrageous Sex Scene per Two’s Company, Three’s a Crowd,” from Gangbang Me (con Adriana Chechik, Erik Everhard e Mick Blue) | Gangbang Me               |
| 2015 | Favorite Male Porn Star (Fan Award)                                                                                              | N.D.                      |
| 2015 | Mainstream Star of the Year | N.D.                      |
| 2016 | Best Double Penetration Sex Scene (con Erik Everhard e Riley Reid)                                                               | Being Riley               |
| 2016 | Best Group Sex Scene (con Erik Everhard, Keisha Grey, John Strong, Jon Jon e Mick Blue)                                          | Gangbang Me 2             |

| Anno | Premio                                |
| ---- | ------------------------------------- |
| 2010 | Best Male Performer (Editor's Choice) |
| 2012 | Best Male Performer (Fan's Choice)    |
| 2014 | Best Male Performer (Editor's Choice) |

| Anno | Premio | Film                          |
| ---- | --- | ----------------------------- |
| 2010 | Male Performer of the Year                                                                                    | N.D.                          |
| 2013 | Male Performer of the Year                                                                                    | N.D.                          |
| 2013 | Crossover Star of the Year                                                                                    | N.D.                          |
| 2014 | Male Performer of the Year                                                                                    | N.D.                          |
| 2014 | Crossover Star of the Year                                                                                    | N.D.                          |
| 2014 | Best Actor – Feature Movie                                                                                    | The New Behind the Green Door |
| 2015 | Male Performer of the Year                                                                                    | N.D.                          |
| 2015 | Best Scene – Non-Feature Release (con Adriana Chechik, Criss Strokes, Erik Everhard, John Strong e Mick Blue) | Gangbang Me                   |
| 2015 | Best Scene – Vignette Release (con Ava Dalush)                                                                | I Love My Hot Wife            |
| 2017 | Adult Site Of The Year – Performer                                                                            |                               |

| Anno | Premio                                      |
| ---- | ------------------------------------------- |
| 2008 | Unsung Swordsman                            |
| 2008 | Best On-Screen Chemistry (con Joanna Angel) |
| 2009 | Male Performer of the Year                  |
| 2009 | Best On-Screen Chemistry (con Joanna Angel) |
| 2013 | Mainstream Adult Media Favorite             |
| 2014 | Mainstream Adult Media Favorite             |

## Filmografia parziale

### Come attore
- Art School Sluts (2004)
- Asseaters Unanimous 6 (2004)
- Control 2 (2004)
- Down The Hatch 14 (2004)
- Feeding Frenzy 6 (2004)
- Last Whore House on the Left (2004)
- No Swallowing Allowed 3 (2004)
- Perfect Specimens 2 (2004)
- XXX Training Day (2004)
- American Cream Pie 1 (2005)
- Anal Cum Swappers 1 (2005)
- Anal Delinquents 3 (2005)
- Asian Bang (2005)
- Asian Fever Sex Objects 1 (2005)
- Ass Factor 3 (2005)
- Ass Whores From Planet Squirt 1 (2005)
- Baker's Dozen 6 (2005)
- Barely 18 22 (2005)
- Barely Legal 53 (2005)
- Barely Legal Spoiled Brats 1 (2005)
- Beef Eaters 2 (2005)
- Big Cock Seductions 23 (2005)
- Blow Jobs Gone Wild 2 (2005)
- Blow Jobs Gone Wild 3 (2005)
- Blow Me Sandwich 8 (2005)
- Bride Bang (2005)
- Burritho's (2005)
- Busty Beauties 18 (2005)
- Buttman's Vault of Whores (2005)
- Captured for Cock Tease (2005)
- Celebrity Porno Poker (2005)
- College Guide How to Get More Pussy (2005)
- Cum Swappers 5 (2005)
- Cum Swappers Incorporated (2005)
- Daddy's Girl Is A Bad Girl 1 (2005)
- De-Briefed 2 (2005)
- Desperate Housewhores 3 (2005)
- DeviAsians (2005)
- Double Dicked 2 (2005)
- Double D's For Me  (2005)
- Double Gulp (2005)
- Double Parked 13 (2005)
- Down the Hatch 15 (2005)
- Down The Hatch 16 (2005)
- Down The Hatch 17 (2005)
- Feeding Frenzy 7 (2005)
- Fine Ass Bitches 1 (2005)
- Fishnets 3 (2005)
- Full Service Fuckers (2005)
- Gangbang Auditions 16 (2005)
- Gangbang Auditions 18 (2005)
- Girls Night Out 1 (2005)
- Girls Night Out 2 (2005)
- Girly Thoughts 3 (2005)
- Grin And Bare-it (2005)
- Handjobs Across America 13 (2005)
- Horny Holiday (2005)
- Hot Ass Latinas 4 (2005)
- Hot Rides (2005)
- HotSex.com (2005)
- Housewives Unleashed 13 (2005)
- Housewives Unleashed 14 (2005)
- Hustler's Beaver Hunt 1 (2005)
- Hustler's Beaver Hunt 2 (2005)
- Hustler's Beaver Hunt 3 (2005)
- Incredible Gulp 4 (2005)
- Innocence Wet (2005)
- Inside The Pink Door (2005)
- Joanna's Angels 1 (2005)
- Joanna's Angels 2 (2005)
- Juggernauts 4 (2005)
- Kelly The Coed 20: Frat Fucks (2005)
- Kill Girl Kill 1 (2005)
- Kill Girl Kill 2 (2005)
- Kill Girl Kill 3 (2005)
- Ladies Choice (2005)
- Latex Soccer Moms (2005)
- Latin Girls Eat Cum Too (2005)
- Lean And Teen (2005)
- Lick It Up 2 (2005)
- Mexicunts 1 (2005)
- MILF Bonanza 1 (2005)
- MILF Cruiser 3 (2005)
- MILF Cruiser 4 (2005)
- MILF Seeker 4 (2005)
- MILF Seeker 6 (2005)
- MILF Seeker 7 (2005)
- MILTF 17 (2005)
- MILTF 18 (2005)
- Model Behavior (2005)
- Mom Likes to Hoe (2005)
- More The Merrier (2005)
- Mother Fuckers 2 (2005)
- Mouth 2 Mouth 2 (2005)
- Multiples POV (2005)
- Naturally Stacked 1 (2005)
- Navy Girls Love Semen (2005)
- Nerdz (2005)
- New Flavors 1 (2005)
- No Holes Left Unfilled 1 (2005)
- No Swallowing Allowed 4 (2005)
- No Swallowing Allowed 5 (2005)
- No Swallowing Allowed 6 (2005)
- Older Women Younger Men 9 (2005)
- Oral Antics 1 (2005)
- Oral Consumption 7 (2005)
- Penetration Nation (2005)
- Pervasian (2005)
- Phoenix (2005)
- POV Squirt Alert 2 (2005)
- Psychotic (2005)
- Raw Pussy 1 (2005)
- School Girls 3 (2005)
- School Girls vs Filthy Things (2005)
- School Of Hardcore (2005)
- Service Animals 21 (2005)
- Stocking Stuffers 2 (2005)
- Strip Tease Then Fuck 7 (2005)
- Stripper School Orgy (2005)
- Super Divas Diary (2005)
- Sweet Tarts 2 (2005)
- Teen Handjobs 1 (2005)
- Teen Sensations 11 (2005)
- Tight Ends (2005)
- Tight Wads (2005)
- Tonsil Hockey (2005)
- Web Girls 1 (2005)
- Where's The Cum (2005)
- Women On Top Of Men 1 (2005)
- Women On Top Of Men 2 (2005)
- Wonderland (2005)
- Young Sluts, Inc. 18 (2005)
- Young Sluts, Inc. 19 (2005)
- Young Wet Bitches 1 (2005)
- 1 in the Pink 1 in the Stink 9 (2006)
- 18 and Easy 4 (2006)
- 2 Girls for Every Guy 2 (2006)
- Amateur Anal Attempts 6 (2006)
- American Daydreams 1 (2006)
- Anal Bandits 2 (2006)
- Anal Driller 10 (2006)
- Anal Expedition 9 (2006)
- Anal MILF 1 (2006)
- Ass Cleavage 8 (2006)
- Ass Like Whoa (2006)
- Ass Pounders 6 (2006)
- Ass To Heels 1 (2006)
- Ass Whores From Planet Squirt 2 (2006)
- Atomic Vixens (2006)
- Backyard Amateurs 3 (2006)
- Badass School Girls 1 (2006)
- Baker's Dozen 9 (2006)
- Barely 18 26 (2006)
- Barely Legal 63 (2006)
- Barely Legal Innocence 6 (2006)
- Barely Legal School Girls 1 (2006)
- Barely Legal School Girls 2 (2006)
- Big Sausage Pizza 10 (2006)
- Big Sausage Pizza 8 (2006)
- Big Titty Woman 2 (2006)
- Big Titty Woman 3 (2006)
- Black and White in Color (2006)
- Blacklight Beauty (2006)
- Blown Away 1: Asian vs. Latin (2006)
- Bottle Fed Babes (2006)
- Britney Rears 2: I Wanna Get Laid (2006)
- Britney Rears 3: Britney Gets Shafted (2006)
- Bubble Butt Bonanza 1 (2006)
- Bubble Butt Bonanza 6 (2006)
- Bubble Butt Bonanza 7 (2006)
- Busty Beauties 21 (2006)
- Camel Toe Obsessions 1 (2006)
- Cheek Freaks 2 (2006)
- Cherries 45 (2006)
- Cherries 46 (2006)
- Chicks Gone Wild 2 (2006)
- Clique (2006)
- Cock Starved 1 (2006)
- Cock Starved 3 (2006)
- Control 4 (2006)
- Corruption (2006)
- Crack Addict 5 (2006)
- Cum Drinkers 1 (2006)
- Cum on My Tattoo 1 (2006)
- Cum on My Tattoo 2 (2006)
- Cum Swapping Sluts 11 (2006)
- Cytherea's Anal Whores (2006)
- Da Vinci Load 1 (2006)
- Don't Waste It Taste It 1 (2006)
- Double Teamed And Creamed 1 (2006)
- Double Teamed And Creamed 2 (2006)
- Down The Hatch 19 (2006)
- Down The Hatch 20 (2006)
- Down The Hatch 21 (2006)
- DP Me Baby 2 (2006)
- Dream Teens 5 (2006)
- Evilution 1 (2006)
- Face Invaders 1 (2006)
- Fishnets 5 (2006)
- Frat House Fuckfest 1 (2006)
- Frat House Fuckfest 2 (2006)
- Frat House Fuckfest 3 (2006)
- Freaky First Timers 1 (2006)
- Freaky First Timers 2 (2006)
- Freaky First Timers 3 (2006)
- Freaky First Timers 4 (2006)
- Fresh Meat 21 (2006)
- Fresh Pussy 3 (2006)
- Fuck The System (2006)
- Gangbang Auditions 19 (2006)
- Gangbang Auditions 20 (2006)
- Gangbang Auditions 21 (2006)
- Grand Theft Anal 8 (2006)
- Hardcore DP 1 (2006)
- Head Case 1 (2006)
- Her First Anal Sex 10 (2006)
- Her First Anal Sex 8 (2006)
- Her First DP 2 (2006)
- Her First DP 3 (2006)
- History Of Porn (2006)
- Home Wreckers 2 (2006)
- Hot For Teacher (2006)
- Housewives Need Cash 3 (2006)
- Housewives Unleashed 18 (2006)
- Hustler's Beaver Hunt 4 (2006)
- Hustler's Beaver Hunt 5 (2006)
- Hustler's Beaver Hunt 6 (2006)
- Hustler's Beaver Hunt 7 (2006)
- In The End Zone (2006)
- Inception (2006)
- Incredible Expanding Vagina (2006)
- Inferno (2006)
- Initiations 17 (2006)
- Jackin' The Bean Stalk (2006)
- Jack's Big Ass Show 3 (2006)
- Jack's My First Porn 7 (2006)
- Jack's POV 2 (2006)
- Jam It All The Way Up My Ass 3 (2006)
- Jiggly Juggs 2 (2006)
- Joanna Angel's Guide 2 Humping (2006)
- Just Over Eighteen 16 (2006)
- Lacie's Life (2006)
- Latina Fever 15 (2006)
- Lewd Conduct 26 (2006)
- Lewd Conduct 27 (2006)
- Lewd Conduct 28 (2006)
- Lewd Conduct 29 (2006)
- Lick Her Ass Off My Dick (2006)
- Lip Lock My Cock 1 (2006)
- Lock Load and Swallow 2 (2006)
- Look Don't Touch (2006)
- Make Me Creamy 2 (2006)
- Make Me Creamy 3 (2006)
- MILF Cruiser 6 (2006)
- MILF Seeker 10 (2006)
- MILF Seeker 8 (2006)
- Mini Van Moms 1 (2006)
- Missionary: Impossible (2006)
- Momma Knows Best 1 (2006)
- Mother Load 1 (2006)
- Mouth 2 Mouth 5 (2006)
- Mouth 2 Mouth 6 (2006)
- Mouth 2 Mouth 8 (2006)
- My Sister's Hot Friend 2 (2006)
- Naked and Famous (2006)
- Naomi: There's Only One (2006)
- Natural Knockers 3 (2006)
- Neu Wave Hookers (2006)
- No Morals (2006)
- No Swallowing Allowed 10 (2006)
- No Swallowing Allowed 9 (2006)
- Penetration 10 (2006)
- Porny Monster (2006)
- Prime Cuts Anal MILFs (2006)
- Racial Tension 1 (2006)
- Raw Pussy 2 (2006)
- Rawditions 2 (2006)
- Red Corset (2006)
- Reel Babes Real Breasts (2006)
- Rock Hard: Making the Video (2006)
- Rocks That Ass 25 (2006)
- Romantic Rectal Reaming 1 (2006)
- Ronnie James POV Pussy (2006)
- Screamin For Semen 2 (2006)
- Secretary's Day 1 (2006)
- Sex Cravings (2006)
- Shane's World 38: House Party (2006)
- Skater Girl Fever (2006)
- Smokin' Crack 2 (2006)
- Spring Chickens 15 (2006)
- Spring Chickens 16 (2006)
- Spring Chickens 17 (2006)
- Super Freaks Gang Bang (2006)
- Suthern Cumfort (2006)
- Swallow The Leader 3 (2006)
- Take It All (2006)
- Talk Dirty to Me (2006)
- Tearing It Up 3 (2006)
- Teen Cum Dumpsters 3 (2006)
- Teenage Heartbreakers 1 (2006)
- Teenage Spermaholics 5 (2006)
- Teens In Tight Jeans 1 (2006)
- Teens O' Poppin' (2006)
- Tight Latin Ho's (2006)
- Tits Ahoy 4 (2006)
- Titty Titty Bang Bang (2006)
- Twins Do Vegas (2006)
- Twisted as Fuck (2006)
- Ultra Spicy (2006)
- Un-natural Sex 17 (2006)
- Un-natural Sex 18 (2006)
- Un-natural Sex 19 (2006)
- Virgin Territory (2006)
- Virgins Of The Screen 1 (2006)
- Wasted Youth 1 (2006)
- Wet Dreams Cum True 5 (2006)
- White Poles In Dark Holes (2006)
- Who's That Girl 3 (2006)
- Who's Your Daddy 8 (2006)
- Who's Your Mommie 1 (2006)
- Wrap Da Boobs (2006)
- Young and Natural (2006)
- 100% Natural Wonders 5 (2007)
- 19 Year Old Cuties POV 3 (2007)
- 2 on 1 28 (2007)
- 2 Young To Fall In Love 3 (2007)
- 2 Young To Fall In Love 4 (2007)
- 7 The Hardway 3 (2007)
- 8th Street Latinas 4 (2007)
- Addicted to Anal (2007)
- Alphabet (2007)
- Anal Cream Pie Assault (2007)
- Ashlynn's Reality Check (2007)
- Asian Slut Invasion 1 (2007)
- Ass For Days 5 (2007)
- Ass Tripping (2007)
- Assault That Ass 11 (2007)
- ATM City 3 (2007)
- Auto Bang Sluts 1 (2007)
- Bang My Juice Boxxx 2 (2007)
- Barely Legal Corrupted 9 (2007)
- Barely Legal School Girls 3 (2007)
- Big Boobs are Cool 1 (2007)
- Big Fucking Titties 3 (2007)
- Big Wet Asses 12 (2007)
- Black Pussy Cats 2 (2007)
- Body Worship (2007)
- Bombshell Bottoms 3 (2007)
- Bore My Asshole 1 (2007)
- Boss' Daughter (2007)
- Boy Meats MILF 1 (2007)
- Breaking and Entering (II) (2007)
- Brianna Love Comes of Age (2007)
- Brown Eyed Girl (2007)
- Bubble Butt Bonanza 11 (2007)
- Bubble Butt Bonanza 12 (2007)
- Bubble Butt Bonanza 8 (2007)
- Butt Junkies 2 (2007)
- Call Girl Confidential (2007)
- Celebusluts (2007)
- Cheating Housewives 4 (2007)
- Come to Momma 1 (2007)
- Couch Candy 1 (2007)
- Cum Drippers 9 (2007)
- Cum on Baby Bite My Wire 1 (2007)
- Cum on My Tattoo 3 (2007)
- Da Vinci Load 2 (2007)
- Daddy's Girl Is A Bad Girl 3 (2007)
- Debbie Loves Dallas (2007)
- Desperate MILFs and Housewives 1 (2007)
- Desperate MILFs and Housewives 2 (2007)
- Devil Wears Leather (2007)
- Dirty Rotten Mother Fuckers 1 (2007)
- Dirty Talk (2007)
- Doll House 2 (2007)
- Don't Waste It Taste It 2 (2007)
- Don't Waste It Taste It 3 (2007)
- Double Decker Sandwich 10 (2007)
- Double Decker Sandwich 9 (2007)
- Double Penetration Tryouts 2 (2007)
- Double Your Pleasure (2007)
- Down The Hatch 22 (2007)
- Dream Machine (2007)
- Educating Nikki (2007)
- Exxxtra Exxxtra (2007)
- Fast Times at Naughty America University 4 (2007)
- Feeding Frenzy 9 (2007)
- Fetish Fucks 1 (2007)
- Fishnets 6 (2007)
- Fishnets 7 (2007)
- Foreplay (2007)
- Frat House (2007)
- Frat House Fuckfest 4 (2007)
- Frat House Fuckfest 5 (2007)
- Frat House Fuckfest 6 (2007)
- Frat House Fuckfest 7 (2007)
- Freaky First Timers 5 (2007)
- Freaky First Timers 6 (2007)
- Freaky First Timers 7 (2007)
- Fresh Jugs 6 (2007)
- Fresh Newcummers 2 (2007)
- Fresh Pink 5 (2007)
- Fuck Me: Naomi (2007)
- Gag Me Then Fuck Me 3 (2007)
- Gangbang Auditions 22 (2007)
- Gangbang Girl 37 (2007)
- Gaped Crusaders 1 (2007)
- Gaped Crusaders 2 (2007)
- Gauntlet 3 (2007)
- Get Naked 2 (2007)
- Glam Trash (2007)
- Grand Theft Anal 10 (2007)
- Hey Boys I'm Legal 3 (2007)
- Honey And MILF 1 (2007)
- Honey And MILF 2 (2007)
- Honey And MILF 3 (2007)
- Honey Pie (2007)
- Hot Sauce 5 (2007)
- Housewives Need Cash 4 (2007)
- Housewives Need Cash 5 (2007)
- Hustler Hardcore Vault 6 (2007)
- Hustler's Hardcore Cuties (2007)
- I Love 'em Natural 4 (2007)
- I Love Riley (2007)
- In It Goes Out It Cums 3 (2007)
- In My Butt (2007)
- In Thru The Back Door 2 (2007)
- In Thru The Back Door 3 (2007)
- In Thru The Back Door 4 (2007)
- Initiation of Nikki Jayne (2007)
- Initiations 21 (2007)
- Interactive Sex with Jenna Haze (2007)
- Internal Eruptions (2007)
- Internal Injections 2 (2007)
- It's a Mommy Thing 1 (2007)
- It's a Mommy Thing 2 (2007)
- Joanna Angel's Alt Corruption (2007)
- Keep 'Em Cummin' 2 (2007)
- Latina Flavor 2 (2007)
- Letters To An Angel  (2007)
- Lewd Conduct 30 (2007)
- Loca Latina Sluts 1 (2007)
- Love Life (2007)
- Love To Fuck 3 (2007)
- Matt's Models 2 (2007)
- Matt's Models 3 (2007)
- Meet The Fuckers 7 (2007)
- MILF Bone 1 (2007)
- MILF Fixation 2 (2007)
- MILF Invaders 3 (2007)
- MILF Invaders 4 (2007)
- MILF Squirters 4 (2007)
- MILF Worship 1 (2007)
- Mommy Is a MILF 2 (2007)
- Mommy Is a MILF 3 (2007)
- Monster Cock Fuckfest 5 (2007)
- Monster Cock Fuckfest 6 (2007)
- Mother Load 2 (2007)
- Mother Load 3 (2007)
- Mother Lode (2007)
- Mother-Load (2007)
- Mouth 2 Mouth 10 (2007)
- Mouth 2 Mouth 9 (2007)
- My Big Fake Wedding (2007)
- My Daughter's Fucking Blackzilla 12 (2007)
- My First MILF (2007)
- My First Sex Teacher 11 (2007)
- My Hot Wife is Fucking Blackzilla 11 (2007)
- My Neighbor's Wife (2007)
- Naughty America: 4 Her 3 (2007)
- Naughty Nanny 1 (2007)
- Naughty Office 9 (2007)
- Neighbor Affair 5 (2007)
- Neighbor Affair 6 (2007)
- New To The Game 1 (2007)
- New To The Game 2 (2007)
- Nice Rack 15 (2007)
- No Swallowing Allowed 11 (2007)
- No Swallowing Allowed 12 (2007)
- Not The Bradys XXX (2007)
- Obscene Behavior 2 (2007)
- Obscene Behavior 3 (2007)
- Peep Show 1 (2007)
- Pin Up Honeys 2 (2007)
- Pleasers 2 (2007)
- Pop Star (2007)
- Pounding Black Booties 2 (2007)
- Pretty Pussies Please 3 (2007)
- Pure Sextacy 2 (2007)
- Razordolls (2007)
- Registered Nurse 1 (2007)
- Room for Rent (2007)
- Round Butt Sluts 4 (2007)
- Savanna Loves Sex (2007)
- Schoolgirl POV 1 (2007)
- Secrets (I) (2007)
- Seduced by a Cougar 4 (2007)
- Slumber Party (2007)
- Slutty and Sluttier 3 (2007)
- Spring Chickens 18 (2007)
- Spring Chickens 19 (2007)
- Sprung a Leak 2 (2007)
- Squirt Machines (2007)
- Stood Up (2007)
- Strip Tease Then Fuck 9 (2007)
- Stuffed (2007)
- Stuffed Sluts (2007)
- Suburban Sex Party 3 (2007)
- Sunny Experiment (2007)
- Super Hot Moms 1 (2007)
- Surreal World (2007)
- SWAT 1 (2007)
- Sweet and Nasty Teens 7 (2007)
- Sweet Cream Pies 3 (2007)
- Sweet Young Things 2 (2007)
- Tainted Teens 4 (2007)
- Tastes Like Cum 2 (2007)
- Teacher and Me (2007)
- Tear It Up (2007)
- Tease Me (2007)
- TILF 1 (2007)
- Tits Ahoy 5 (2007)
- Top Shelf 1 (2007)
- Top Shelf 2 (2007)
- Total Interactive Control of Alektra Blue (2007)
- Totally Fucked 1 (2007)
- Un-Natural Sex 20 (2007)
- Upload (2007)
- Very Naughty (2007)
- Wasted Youth 4 (2007)
- Whatabooty 1 (2007)
- White Girls Gone Black (2007)
- Who's That Girl 4 (2007)
- Who's That Girl 5 (2007)
- Who's Your Mommie 3 (2007)
- Women of All Ages 6 (2007)
- Young Ripe Mellons 9 (2007)
- You've Got a Mother Thing Cumming 1 (2007)
- 110% Natural 15 (2008)
- 2 Chicks Same Time 1 (2008)
- 40 Inch Plus 5 (2008)
- Addicted 5  (2008)
- American Girrrl (2008)
- American MILF 2: Enter the Cougar (2008)
- Anal Asspirations 8 (2008)
- Anal Asspirations 9 (2008)
- Anal Cavity Search 5 (2008)
- Anal Fuck Auditions 4 (2008)
- Anal Hell 2 (2008)
- Anally Yours... Love, Jada Fire (2008)
- Anally Yours... Love, Rebeca Linares (2008)
- Ashlynn Goes To College 1 (2008)
- Ass Addiction 3 (2008)
- Ass Cleavage 10 (2008)
- Ass Cleavage 9 (2008)
- Ass Cream Pies 11 (2008)
- Ass For Days 6 (2008)
- Ass To Heels 3 (2008)
- ATM Guzzlers (2008)
- Bachelor Party Fuckfest 7 (2008)
- Bangin the Girl Next Door 4 (2008)
- Barely Legal Bitch That Stole Christmas (2008)
- Barely Legal Double Down (2008)
- Barely Legal Oral Education 2 (2008)
- Barely Legal Young And Thirsty (2008)
- Battle of the Sluts 2: Katsuni Vs Melissa Lauren (2008)
- Belladonna: Manhandled 3 (2008)
- Big Ass Movie 2 (2008)
- Big Boob Orgy 1 (2008)
- Big Boobs are Cool 2 (2008)
- Big Breast Amateur Girls 10 (2008)
- Big Loves 4 (2008)
- Boobzilla 3 (2008)
- Brand New Faces 13 (2008)
- Brand New Faces 14 (2008)
- Brand New Faces 7 (2008)
- Brea's Private Lies 2 (2008)
- Bree's Beach Party 1 (2008)
- Bring 'um Young 27 (2008)
- Bring 'um Young 28 (2008)
- Bubble Butt Bonanza 13 (2008)
- Bubble Butt Bonanza 14 (2008)
- Butthole Whores 3 (2008)
- Chain Gang 1 (2008)
- Charmane Star's Asian Booty Busters (2008)
- Chauffeur's Daughter (2008)
- Cheerleaders (2008)
- Come As You Please 3  (2008)
- Come to Momma 2 (2008)
- Come to Momma 3 (2008)
- Control 8 (2008)
- Control Freaks (2008)
- Cougar Club 1 (2008)
- Cougars 2 (2008)
- Cougars On The Prowl (2008)
- Cum Hungry Leave Full 6 (2008)
- Cum on My Tattoo 4 (2008)
- Cum Swapping Sluts 13 (2008)
- Cumcocktion (2008)
- Curvy Girls 2 (2008)
- Daddy's Little Princess 3 (2008)
- Damaged Goods (2008)
- Dark MILF Chocolate (2008)
- Deeper 11 (2008)
- Defend Our Porn (2008)
- Desperate MILFs and Housewives 5 (2008)
- Dirty Rotten Mother Fuckers 2 (2008)
- Doll House 3 (2008)
- Doll Underground (2008)
- Don't Pull Out 4 (2008)
- Don't Pull Out 5 (2008)
- Double Decker Sandwich 11 (2008)
- Double Decker Sandwich 12 (2008)
- DP Me Baby 3 (2008)
- DP Me Baby 4 (2008)
- DP Me Baby 5 (2008)
- Dude That's My Mom (2008)
- Elastic Assholes 7 (2008)
- Electric Cherry (2008)
- Evalution (2008)
- Fantasy All Stars 9 (2008)
- Fetish Fucks 2 (2008)
- Filled To The Rim 5 (2008)
- Filthy 3 (2008)
- Filthy MILFs 1 (2008)
- Fishnets 8 (2008)
- Fishnets 9 (2008)
- Foot Soldiers 1: The Stomping Grounds (2008)
- Frat House Fuckfest 10 (2008)
- Frat House Fuckfest 8 (2008)
- Frat House Fuckfest 9 (2008)
- Fresh Flesh (2008)
- Fresh Foxes 2 (2008)
- Fresh Meat 24 (2008)
- Fresh Outta High School 12 (2008)
- Fresh Outta High School 13 (2008)
- Fresh Teens 2 (2008)
- Friends Don't Let Friends Fuck Alone 1 (2008)
- Fuck For Dollars 8 (2008)
- Fuck Me In The Bathroom 2 (2008)
- Fucked at Random 1 (2008)
- Get Naked 4 (2008)
- Grand Slam 2 (2008)
- Grand Theft Anal 11 (2008)
- Hairy Movie (2008)
- Hard Candy 4 (2008)
- Head Case 3 (2008)
- Hey Boys I'm Legal 4 (2008)
- Hot Sauce 6 (2008)
- I Came In Your Mom 1 (2008)
- I Love Ashlynn 1 (2008)
- I Love Penny  (2008)
- I Love White Boys 1 (2008)
- Incumming 14 (2008)
- Initiations 22 (2008)
- Initiations 23 (2008)
- Interactive Sex with Bree Olson (2008)
- Internal Damnation 1 (2008)
- Internal Injections 4 (2008)
- It's a Mommy Thing 3 (2008)
- It's a Mommy Thing 4 (2008)
- It's The Chicks 3 (2008)
- I've Been Sodomized 5 (2008)
- Jada Fire Is Squirtwoman 4 (2008)
- Jerkoff Material 1 (2008)
- Jesse Jane: Sexy Hot (2008)
- Joanna Angel's Anal Perversions (2008)
- Just Legal Babes 3 (2008)
- Kayden's Krossfire (2008)
- Keepin' It Fresh 4 (2008)
- Kristina Rose: Dirty Girl (2008)
- Lascivious Latinas 7 (2008)
- Latex Sex (2008)
- Massive Boobs  (2008)
- Matt's Models 6 (2008)
- Matt's Models 8 (2008)
- Matt's Models 9 (2008)
- Miles From Needles (2008)
- MILF Date 2 (2008)
- MILF Next Door 3 (2008)
- MILF Next Door 4 (2008)
- MILFwood USA (2008)
- Mommy Is a MILF 4 (2008)
- Mommy Is a MILF 5 (2008)
- Mom's Cream Pie 3 (2008)
- Mother Load 4 (2008)
- Mouth 2 Mouth 11 (2008)
- Mouth 2 Mouth 12 (2008)
- Mrs. Conduct  (2008)
- My Sister's Hot Friend 12 (2008)
- My Stepmother Made Me 1 (2008)
- Naked Aces 5 (2008)
- Naughty Amateur Home Videos: Nevada Nookie  (2008)
- Naughty Mom (2008)
- Need For Seed 2 (2008)
- Need For Seed 3 (2008)
- New To The Game 3 (2008)
- New To The Game 4 (2008)
- Nikki Jayne Experiment (2008)
- No Cum Dodging Allowed 10 (2008)
- No Swallowing Allowed 15 (2008)
- Not Another Porn Movie (2008)
- Not Bewitched XXX (2008)
- Not The Bradys XXX: Marcia Marcia Marcia (2008)
- Not With My Wife You Don't (2008)
- Nylons 4 (2008)
- Peep Show 2 (2008)
- Performers of the Year (2008)
- Piece of Ass (2008)
- Pirate Fetish Machine 31: L.A. Lust (2008)
- Pirates II: Stagnetti's Revenge (2008)
- Private Fetish 2: Nylon Nymphomania (2008)
- Pure Sextacy 3 (2008)
- Real Big Afro Tits 16 (2008)
- Real Female Orgasms 9 (2008)
- Reckless 2 (2008)
- ReXXX (2008)
- Road Hard (2008)
- RockAand Roll In My Butthole 1 (2008)
- Roller Dollz (2008)
- Sadie and Friends 1 (2008)
- Sadie and Friends 2 (2008)
- Schoolgirl POV 5 (2008)
- Semen Sippers 7 (2008)
- Shay Jordan: Juice (2008)
- She's Got Big Boobs 1 (2008)
- Shot Glasses 1 (2008)
- Simple Fucks 4 (2008)
- Sindee Jennings is Supersquirt (2008)
- Slam It in a Young Pussy (2008)
- Slam It in a Young Whore (2008)
- Sleepover (2008)
- Slutty and Sluttier 5 (2008)
- Sporty Girls 1 (2008)
- Spring Chickens 20  (2008)
- Spring Chickens 21 (2008)
- Stalker (2008)
- Stop Staring (2008)
- Stoya Atomic Tease  (2008)
- Strip Tease by Meggan Mallone (2008)
- Strip Tease Then Fuck 10 (2008)
- Stripped Bare  (2008)
- SWAT 3 (2008)
- Sweet and Petite 4 (2008)
- Sweet Cheeks 10 (2008)
- Taco Shop 3 (2008)
- Tease Before The Please 2 (2008)
- Teenage Anal Princess 8 (2008)
- Teenage Heartbreakers 2 (2008)
- Tennis Ballin' RXF (2008)
- Tits Ahoy 6 (2008)
- Tits Ahoy 7 (2008)
- Tits Ahoy 8 (2008)
- Toe Service 1 (2008)
- Top Ten (2008)
- Total Interactive Control of Sasha Grey (2008)
- Twins Do Science (2008)
- Un-Natural Sex 22 (2008)
- Un-Natural Sex 23 (2008)
- Up Skirts 1 (2008)
- Voyeur 34 (2008)
- Waist Watchers 3 (2008)
- Weapons Of Ass Destruction 6 (2008)
- Welcome to Hollywood (2008)
- What An Ass 5 (2008)
- Whatabooty 4 (2008)
- Whatabooty 5 (2008)
- Whore 4 (2008)
- Who's That Girl 6 (2008)
- Who's That Girl 7 (2008)
- XOXO Joanna Angel (2008)
- Young Latin Ass 5 (2008)
- You've Got a Mother Thing Cumming 2 (2008)
- 2 Men And A Ho! (2009)
- 30 Rock: A XXX Parody (2009)
- Addicted 6 (2009)
- All About Ashlynn 3 (2009)
- All Dressed Up (2009)
- Anal Hell 4 (2009)
- Anal Whore Next Door 2 (2009)
- Anally Yours... Love, Joanna Angel (2009)
- Apprentass 10 (2009)
- Ass Cleavage 11 (2009)
- Ass Trap 2 (2009)
- Ass Worship 11 (2009)
- Asslicious (2009)
- Asstounding 1 (2009)
- ATM City 6 (2009)
- Baby Got Boobs 2 (2009)
- Babysitter 1 (2009)
- Barely Legal Bubble Butts (2009)
- Big Boob Orgy 2 (2009)
- Big Boobs are Cool 3 (2009)
- Big Business (2009)
- Big Butt TV (2009)
- Big Fucking Titties 6 (2009)
- Big Mommy Boobs 3 (2009)
- Big Wet Asses 15 (2009)
- Big Wet Asses 16 (2009)
- Big Wet Butts 1 (2009)
- Big Wet Tits 8 (2009)
- Bobbi Starr and Dana DeArmond's Insatiable Voyage (2009)
- Born 2 Porn 2 (2009)
- Bounce 2 (2009)
- Bound To Please 6 (2009)
- Brand New Faces 17 (2009)
- Brand New Faces 19 (2009)
- Brand New Faces 21 (2009)
- Brand New Faces 22 (2009)
- Brats N' Braces (2009)
- Bree's Anal Invasion (2009)
- Bree's College Daze 2 (2009)
- Broke Down Bitches 1 (2009)
- Bum Rushed (2009)
- Bust Lust 1 (2009)
- Busty Cops On Patrol  (2009)
- Busty Office MILFs 1 (2009)
- Busty Waitresses (2009)
- Buttwoman Returns (2009)
- Centerfolds Exposed (2009)
- Chicks Gone Wild 5 (2009)
- Chunky Butts 2 (2009)
- Cock Happy 3 (2009)
- Cock Pit 3 (2009)
- Consumer Affairs 2 (2009)
- Cougar Club 2 (2009)
- Cougar-Ville 1 (2009)
- Cougar-Ville 2 (2009)
- Cum-Spoiled Sluts (2009)
- Cumstains 10 (2009)
- Curvy Girls 4 (2009)
- Desperate MILFs and Housewives 6 (2009)
- Desperate MILFs and Housewives 8 (2009)
- Deviance 1 (2009)
- Diggin' In The Gapes 4 (2009)
- Dirty Over 30 3 (2009)
- Dirty Over 30 4 (2009)
- Dirty Rotten Mother Fuckers 3 (2009)
- Doll House 5 (2009)
- Doll House 6 (2009)
- Dong of the Dead (2009)
- Double Decker Sandwich 13 (2009)
- Dreamgirlz 2 (2009)
- Elastic Assholes 8 (2009)
- Evalutionary 1 (2009)
- Everybody Loves Lucy (2009)
- Faithless (2009)
- Feeding Frenzy 10 (2009)
- Fetish Fuckdolls 4 (2009)
- Five (2009)
- Flat Out Fucking (2009)
- Frat House Fuckfest 12 (2009)
- Frat House Fuckfest 13 (2009)
- Fresh Outta High School 14 (2009)
- Fresh Outta High School 15 (2009)
- Fresh Teens 3 (2009)
- Fuck Face (2009)
- Fuck Me In The Bathroom 3 (2009)
- Fuck The World (2009)
- Gabriella Fox: Foxxxy (2009)
- Getting All A's 7 (2009)
- Glamour Girls 1 (2009)
- Golden Globes 1 (2009)
- Hair Force One 5 (2009)
- Headmaster 3 (2009)
- Hell's Belles (2009)
- Hot n Sexy (2009)
- I Came In Your Mom 2 (2009)
- I Wanna Bang Your Sister (2009)
- In the Butt 3 (2009)
- Interactive Sex with Lisa Ann (2009)
- Interactive Sex with Tori Black (2009)
- Is He There? (2009)
- It's a Mommy Thing 5 (2009)
- It's a Secretary Thing 2 (2009)
- Jack's Big Tit Show 9 (2009)
- Jack's Teen America 23 (2009)
- Jesse Jane: Atomic Tease (2009)
- Joanna Angel and James Deen's European Vacation (2009)
- Joanna Angel's Totally Screwed Out of a Shower (2009)
- Just Over 18 6 (2009)
- Katsuni: Opened Up (2009)
- Kristina Rose Is Slutwoman (2009)
- LA Pink: A XXX Porn Parody (2009)
- Last Call (2009)
- Lela Star Loves Cock (2009)
- Live New Girls XXX (2009)
- Long Shlongs 2 (2009)
- Magical Threesome Adventure Experience (2009)
- Make Me Cum (2009)
- Man with a Maid: Tales of Victorian Lust (2009)
- Massive Asses 4 (2009)
- Masters of Reality Porn 4 (2009)
- Matt's Models 10 (2009)
- Matt's Models 11 (2009)
- Meet The Fuckers 10 (2009)
- Meet The Fuckers 9 (2009)
- MILF Blown 1 (2009)
- MILF Bone 3 (2009)
- MILF Bone 4 (2009)
- MILF Date 3 (2009)
- MILF Date 4 (2009)
- MILF Diaries 3 (2009)
- MILF Gasms (2009)
- MILF Madness 2 (2009)
- MILF Squad (2009)
- MILF Stories (2009)
- MILF Wars: Julia Ann vs Lisa Ann (2009)
- Model House (2009)
- Mommy Is a MILF 6 (2009)
- Monique's Sex Party (2009)
- Monster Cock Junkies 4 (2009)
- Mother Load 5 (2009)
- Mrs. Demeanor (2009)
- My Dad's Hot Girlfriend 1 (2009)
- My Daughter's Boyfriend 1 (2009)
- My First Sex Teacher 16 (2009)
- Naturally Yours 5 (2009)
- Naughty America: 4 Her 5 (2009)
- Naughty Athletics 7 (2009)
- Naughty Cheerleaders Club 3 (2009)
- Naughty Cheerleaders Club 4 (2009)
- Naughty Neighbors 1 (2009)
- Naughty Office 17 (2009)
- Nice Jewish Girls (2009)
- No Love Lost (2009)
- No Panties Allowed 1 (2009)
- Not The Bradys XXX: Pussy Power (2009)
- Nothing But A Wankster (2009)
- Nurses 1 (2009)
- Office: A XXX Parody 1 (2009)
- On the Couch (2009)
- Open House (2009)
- Oral Exams (2009)
- Orgy Sex Parties 8 (2009)
- Panty Hoes 8 (2009)
- Peep Show 3 (2009)
- Peep Show 4 (2009)
- Performers of the Year 2009 (2009)
- Play With Me (2009)
- Poolside Pussy 2 (2009)
- Popporn: The Guide to Making Fuck (2009)
- Porn Stars at Home (2009)
- Pounding Black Booties 7 (2009)
- POV Punx 2 (2009)
- Pump My Ass Full Of Cum 2 (2009)
- Punk Rock Pussycat Dolls (2009)
- Push 2 Play (2009)
- Raylene Returns (2009)
- Raylene's Dirty Work (2009)
- Ready Wet Go 6 (2009)
- Riley Steele: Chic (2009)
- Riley Steele: Perfect Pet (2009)
- Scared Sexy (2009)
- Schoolgirl POV 6 (2009)
- Scrubs: A XXX Parody (2009)
- Seduced by a Cougar 12 (2009)
- Seinfeld: A XXX Parody (2009)
- Sex Mas Trunk (2009)
- She's Got Big Boobs 2 (2009)
- She's the Boss 1 (2009)
- Slut Puppies 3 (2009)
- Slutty Gaggers 3 (2009)
- Soccer MILFs 3 (2009)
- Spice It Up (2009)
- Splashes On Glasses 1 (2009)
- Sporty Girls 2 (2009)
- Starlets (2009)
- Stoya: Heat (2009)
- Strip Tease Then Fuck 11 (2009)
- Strip Tease Then Fuck 12 (2009)
- Stroke It (2009)
- Suck It (2009)
- Sunny's Slumber Party (2009)
- Superhero Sex Therapist (2009)
- Sweet Asian Pussy (2009)
- Sweet Cheeks 11 (2009)
- Swimsuit Calendar Girls 2 (2009)
- Tabitha Stevens: Addicted To Sex (2009)
- Taste of Stoya (2009)
- Teachers (2009)
- Teenage Spermaholics 6 (2009)
- Teenage Whores 4 (2009)
- Teenage Whores 5 (2009)
- Titlicious 1 (2009)
- Tits Ahoy 9 (2009)
- Titty Sweat 1 (2009)
- Titty Sweat 2 (2009)
- TMSleaze (2009)
- Tori Black Is Pretty Filthy 1 (2009)
- Virtual Vivid Girl: Sunrise Adams (2009)
- Voyeur 36 (2009)
- Voyeur in Me (2009)
- Waist Watchers 5 (2009)
- Watch Your Back 3 (2009)
- Watch Your Back 4 (2009)
- Watermelons 1 (2009)
- What Gets You Off 4 (2009)
- Whore Training: Learning the Ropes (2009)
- You and Us (2009)
- You, Me and Her (2009)
- Young And Juicy Big Tits 8 (2009)
- 69 Bree Street (2010)
- Alexis Texas Superstar (2010)
- Alexis Texas: Nymphomaniac (2010)
- All-Star Overdose (2010)
- Anal Cavity Search 8 (2010)
- Anal Fanatic 1 (2010)
- And For Dessert A Little Punishment (2010)
- Asianals (2010)
- Bad Girls 5 (2010)
- Bar Pussy (2010)
- Bartenders (2010)
- Batman XXX: A Porn Parody (2010)
- Belladonna: Slut (2010)
- Best Of... Lexi Belle 2 (2010)
- Big Ass Crackers (2010)
- Big Butts Like It Big 7 (2010)
- Big Lebowski: A XXX Parody (2010)
- Big Tit Christmas 1 (2010)
- Big Tit Oil Orgy (2010)
- Big Tits at Work 10 (2010)
- Big Tits at Work 11 (2010)
- Big Wet Asses 17 (2010)
- Big Wet Asses 18 (2010)
- Big Wet Butts 3 (2010)
- Big Wet Tits 9 (2010)
- Bombshells 1 (2010)
- Brand New Faces 26 (2010)
- Breast Meat 3 (2010)
- Bum Rushed 2 (2010)
- Busty Housewives 4 (2010)
- Busty POV (2010)
- Butt Bang Bitches 1 (2010)
- Butt Bang Bitches 2 (2010)
- Buttman's Bend Over Babes 7 (2010)
- Cheaters 2 (2010)
- Condemned (2010)
- Cougar Tales 3 (2010)
- Craving Cougars (2010)
- Creampied Cheerleaders 1 (2010)
- Crushing on Draven Star (2010)
- Crushing on Kleio (2010)
- Cum-Spoiled Brats (2010)
- Curvaceous 2 (2010)
- Curvy Girls 5 (2010)
- Cuties 1 (2010)
- Dang Your Mom Has Huge Tits (2010)
- Dangerous Curves (2010)
- Deal Closers (2010)
- Delinquents (2010)
- Dirty Me (2010)
- Dirty Rotten Mother Fuckers 4 (2010)
- Divorcee (2010)
- Doctor Adventures.com 7 (2010)
- Doppelganger (2010)
- Downtown Girls 1 (2010)
- Downtown Girls 2 (2010)
- Enter the Peepshow (2010)
- Everything Butt: James Deen And Amy Brooke (2010)
- Feet First (2010)
- Fresh Picked (2010)
- Freshmen Anal Orientation (2010)
- Friends And Family 1 (2010)
- Friends Don't Let Friends Fuck Alone 2 (2010)
- Fuck Me In The Bathroom 4 (2010)
- Gape Lessons (2010)
- Girl Next Door (2010)
- Girl Next Door Is Not That Innocent (2010)
- Golden Girls: A XXX MILF Parody (2010)
- Golden Globes 2 (2010)
- Gritty (2010)
- Guide to Getting Girls (2010)
- Hey Boys Want Some 2 (2010)
- Hot Rod Tramps 3 (2010)
- How To Be A Ladies Man (2010)
- I Came in Your Mom 3 (2010)
- I Titty Fucked Your Mom (2010)
- I'm Sorry You Have to Move (2010)
- Immoral Hotel (2010)
- Introducing the Russo Twins (2010)
- Jayden Jaymes Unleashed (2010)
- Jesse Jane Playful (2010)
- Jesse Jane: Homework (2010)
- Jesse Jane: Reckless (2010)
- Joanna Angel and James Deen's Summer Vacation (2010)
- Joanna's Angels 3 (2010)
- Kayden's College Tails (2010)
- Kunt Fu 1 (2010)
- Latin Hoochies 3 (2010)
- Legs Up Hose Down (2010)
- Letter A Is For Asshole (2010)
- Lia's Life (2010)
- Lies (2010)
- Mike John's Sperm Overload 3 (2010)
- MILF Orgy (2010)
- Mommy Has a Rack (2010)
- My Dad's Hot Girlfriend 5 (2010)
- My First Orgy (2010)
- My First Sex Teacher 20 (2010)
- My First Sex Teacher 22 (2010)
- My Mother in Law is a Cunt (2010)
- My Mother's Best Friend 2 (2010)
- My Sister's Hot Friend 18 (2010)
- My Sister's Hot Friend 19 (2010)
- Naughty Office 20 (2010)
- Naughty Office 21 (2010)
- Naughty Rich Girls 3 (2010)
- Nikki Benz Superstar (2010)
- Nikki's House (2010)
- No Panties Allowed 2 (2010)
- Not The Bradys XXX: Bradys Meet The Partridge Family (2010)
- Notorious S.L.U.T. (2010)
- Office: A XXX Parody 2 (2010)
- Official Jersey Shore Parody (2010)
- Official To Catch a Predator Parody 1 (2010)
- Official To Catch a Predator Parody 2 (2010)
- Official Wife Swap Parody (2010)
- On the Job Training (2010)
- Open Invitation: A Real Swingers Party in San Francisco (2010)
- Pandora's XXX Toy Box (2010)
- Performers of the Year 2010 (2010)
- Performers of the Year 2011 (2010)
- Pornstars Like It Big 8 (2010)
- Pornstars Punishment 2 (2010)
- POV Punx 4 (2010)
- Private Lessons (2010)
- Rebel Girl (2010)
- Reno 911: A XXX Parody (2010)
- Replacement (2010)
- Riley Steele: So Fine (2010)
- Rough Sex 2 (2010)
- Sanatorium (2010)
- Seinfeld 2: A XXX Parody (2010)
- Sex Appeal (2010)
- Sexual HarASSment (2010)
- Slutty Life (2010)
- Sport Fucking 6 (2010)
- Squeeze (2010)
- Sticky Teen Faces 1 (2010)
- Strict Machine (2010)
- Strip for Me (2010)
- Stripper Diaries (2010)
- Sunny Leone Loves HD Porn 2 (2010)
- Superstar Showdown 1: Tori Black vs. Alexis Texas (2010)
- Superstar Showdown 2: Asa Akira vs. Kristina Rose (2010)
- Sweet Cherrys 1 (2010)
- Sweet Cherrys 2 (2010)
- Teen Gasms (2010)
- Teenlicious (2010)
- Teens Like It Big 8 (2010)
- That Was No Routine Checkup (2010)
- This Ain't Two and a Half Men (2010)
- Titlicious 2 (2010)
- Tori Black Is Pretty Filthy 2 (2010)
- Totally Stacked 2 (2010)
- Tristan Taormino's Expert Guide to Female Orgasms (2010)
- Tru: A XXX Parody (2010)
- Udderly Fantastic (2010)
- Who's the Boss: A XXX Parody (2010)
- Young Harlots: School Trip (2010)
- Young Panty-Ho's 1 (2010)
- Your Hot Mom (2010)
- Anal Fanatic 3 (2011)
- Anal Only (2011)
- Ass Worship 12 (2011)
- Ass Worship 13 (2011)
- Baby Face (2011)
- Bad Girls 7 (2011)
- Ballpark Gangbang (2011)
- Belladonna: Manhandled 4 (2011)
- Big Boob Addicts (2011)
- Big Butts Like It Big 8 (2011)
- Big Tits at Work 12 (2011)
- Big Tits in Sports 7 (2011)
- Big Tits in Uniform 3 (2011)
- Big Wet Asses 20 (2011)
- Big Wet Butts 4 (2011)
- Blondes (2011)
- Bombshells 3 (2011)
- Bound Gangbangs: Emma Haize (2011)
- Brand New Faces 29 (2011)
- Breast in Class 2: Counterfeit Racks (2011)
- Burning Angel All-Stars (2011)
- Burning Angel Newbies (2011)
- Bush 1 (2011)
- Clean A Dirty Whore (2011)
- Cumtastic Cookout (2011)
- Cuties 2 (2011)
- Delta Bang My Pi (2011)
- Diamond in the Rough (2011)
- Dirty Little Club Sluts (2011)
- Doctor Adventures.com 10 (2011)
- Doctor Adventures.com 11 (2011)
- Downtown Girls 3 (2011)
- Dreamgirlz 3 (2011)
- Elvis XXX: A Porn Parody (2011)
- Escaladies 2 (2011)
- Every Rose Has Its Thorn (2011)
- Everything Butt: Anal Punishment (2011)
- Foreigner (2011)
- Gangbanged 2 (2011)
- Get Me Some Proof (2011)
- Here Cums the President (2011)
- Hot Anal Injection 1 (2011)
- Hot For Teacher (2011)
- Hot Horny Housewives 10 (2011)
- It's My First Time (2011)
- James Deen Amateur Video: Jasmine Tame (2011)
- James Deen Amateur Video: Scarlett Pain (2011)
- Joanna Angel Exposed (2011)
- Joanna Angel: Ass-Fucked (2011)
- Kung Fu Beauty 2 (2011)
- Kung Fu Pussy (2011)
- Legendary Angels (2011)
- Librarians (2011)
- Love Is Black And White (2011)
- Masseuse 1 (2011)
- Masseuse 2 (2011)
- Masseuse 3 (2011)
- Masseuse 4 (2011)
- Meat Melons (2011)
- MILFs Like It Big 10 (2011)
- My First Orgy 2 (2011)
- My Friend's Hot Mom 24 (2011)
- My Little Black Book (2011)
- My Sister's Hot Friend 24 (2011)
- My Teenage Blog (2011)
- Natural (2011)
- Naughty Girl Gets Punished (2011)
- No One Makes A Monkey Out Of Me No One (2011)
- No Panties Allowed 3 (2011)
- Not Charlie Sheem's House of Whores XXX Parody (2011)
- Nude Content (2011)
- Party Girls (2011)
- Passport (2011)
- Payment (2011)
- Performers of the Year 2012 (2011)
- Pornstars Punishment 3 (2011)
- Pornstars Punishment 4 (2011)
- POV Punx 5 (2011)
- Power Fuck (2011)
- Pretty Tied Up (2011)
- Public Disgrace: Big Natural Tits Exposed in the Street (2011)
- Real Rockin' Racks (2011)
- Savanna Samson Stripped (2011)
- School Of Hard Knox (2011)
- Schoolgirl Sex (2011)
- Scream XXX: A Porn Parody (2011)
- Seduction (II) (2011)
- Simpsons: The XXX Parody (2011)
- Stepmother 4: Her Secret Past (2011)
- Sticky Teen Faces 4 (2011)
- Sticky Teen Faces 5 (2011)
- Stoya: Web Whore (2011)
- Stripper Diaries 2 (2011)
- Sunny's All Stars (2011)
- Superman XXX: A Porn Parody (2011)
- Superstar Showdown 3: Courtney Cummz vs. Bree Olson (2011)
- Superstar Showdown 6: Asa Akira vs. Katsuni (2011)
- Sweet Cherrys 3 (2011)
- Sweet Cherrys 5 (2011)
- Teens Like It Big 9 (2011)
- This Ain't Ghostbusters XXX (2011)
- Three's Humpany (2011)
- Too Cute (2011)
- Trained Teens 4 (2011)
- Tristan Taormino's Expert Guide to Advanced Anal Sex (2011)
- Vegas Hookers (2011)
- Vivid's Cum Masters (2011)
- Wasted (2011)
- What's In The Box (2011)
- Wife Switch 13 (2011)
- Work Sucks The Big One (2011)
- You Destroyed My Family I Destroy Your Ass (2011)
- Your Friend Is A Whore (2011)
- Anal Academy (2012)
- Anal Plungers (2012)
- Arse Pirates (2012)
- Asa Akira is Insatiable 3 (2012)
- Bad Girls 8 (2012)
- Belladonna's Cock Pigs 2 (2012)
- Big Butts Like It Big 11 (2012)
- Big Tit Christmas 3 (2012)
- Big Tit Xmas 3 (2012)
- Big Tits at School 14 (2012)
- Big Tits at Work 15 (2012)
- Big Tits In Uniform 7 (2012)
- Big Wet Butts 7 (2012)
- Big Wet Tits 11 (2012)
- Bobbi Violates San Francisco (2012)
- Bombshells 4 (2012)
- Brand New Faces 36 (2012)
- Brand New Faces 37 (2012)
- Breast Worship 4 (2012)
- Bubble Butt Beauties (2012)
- Bush 2 (2012)
- Code of Honor (2012)
- Con Job (2012)
- Cool Crowd (2012)
- Cum Fart Cocktails 9 (2012)
- Cuties 4 (2012)
- Dallas: A XXX Parody (2012)
- Dana Vespoli is Back (2012)
- Dani Daniels: Dare (2012)
- Deen Eyed (2012)
- Dirty Laundry (2012)
- Doctor Adventures.com 12 (2012)
- DP Fanatic (2012)
- Evalutionary 2 (2012)
- Face Wash (2012)
- Family Guy: The XXX Parody (2012)
- Fetish Fuckdolls 6 (2012)
- Foot Soldiers 3: Don't Tread On Me (2012)
- Fuckabilly 2 (2012)
- Fuckenstein (2012)
- Gangbanged 3 (2012)
- Gangbanged 4 (2012)
- Gangbanged 5 (2012)
- Girly Girls Like It Rough (2012)
- Give Me Liberty or Give Me Anal (2012)
- Hit the Road (2012)
- Hubby's Cheating Little Pet (2012)
- I Have a Wife 19 (2012)
- I Love Sex (2012)
- Insatiable Miss Saint (2012)
- Internal Damnation 5 (2012)
- It's A Crazy Teen Gang Bang (2012)
- It's a Mommy Thing 6 (2012)
- James Deen Does Them All (2012)
- Joanna Angel Filthy Whore (2012)
- Kayden's Greatest Hits (2012)
- Last Tango (2012)
- Legs 2 (2012)
- Leverage (2012)
- Lexi (2012)
- Lily Carter is Irresistible (2012)
- Lip Smacking Good (2012)
- Losing Kayden (2012)
- Man, The Maiden and the Maid (2012)
- MILF Extreme (2012)
- MILFs Like It Big 12 (2012)
- MILFs Like It Big 13 (2012)
- MILFs Seeking Boys 3 (2012)
- My First Sex Teacher 30 (2012)
- My Friend's Hot Girl 2: Hot Blonde Edition (2012)
- My Friend's Hot Girl 3 (2012)
- My Haunted House (2012)
- My Wife's Hot Friend 16 (2012)
- Neighborhood Slut Watch (2012)
- Nerdy Girls (2012)
- Nurses 2 (2012)
- Odd Jobs (2012)
- Official Hangover Parody (2012)
- Old School (2012)
- Orgasm (2012)
- Performers of the Year 2013 (2012)
- Playgirl's Hottest: Leather And Lace (2012)
- Plunder The Booty (2012)
- Porn Legacy (2012)
- Pornstars Punishment 5 (2012)
- Pornstars Punishment 6 (2012)
- POV Punx 6 (2012)
- Power and Control (2012)
- Priya Anjaili Rai (2012)
- Pump My Ass Full Of Cum 3 (2012)
- Pussy Pounding (2012)
- Revenge Of The Petites (2012)
- Seduction 2 (2012)
- Squirt City Sluts (2012)
- Super Cougar Gina Lynn (2012)
- Sweet Bone Alabama (2012)
- Swimsuit Calendar Girls 2012 (2012)
- Swinger (2012)
- Swingers (2012)
- Threes Please Me (2012)
- Time for Change (2012)
- Tits Gone Wild (2012)
- Truth About O (2012)
- unSEXpected (2012)
- Upper Floor: Asphyxia's Initiation (2012)
- Valley (2012)
- Wannabes (2012)
- Wet Tits (2012)
- Aunt Judy's Over 30 Club (2013)
- Blind Date (2013)
- Brand New Faces 40 (2013)
- Bush 3 (2013)
- Descent (2013)
- Don't Tell My Husband 2 (2013)
- DP My Wife With Me (2013)
- Everybody Loves Sara Sloane (2013)
- For Sale (2013)
- Forsaken (2013)
- Girlfriend Exchange (2013)
- Moms Bang Teens 2 (2013)
- My Friend's Hot Mom 35 (2013)
- My Girlfriend's Mother 4 (2013)
- Nylons 10 (2013)
- Ride Home (2013)
- Secret Admirer (2013)
- Sexy Citizen (2013)
- Too Small to Take It All 5 (2013)

### Come regista
- XOXO Joanna Angel (2008)
- Joanna Angel and James Deen's European Vacation (2009)
- No Panties Allowed 1 (2009)
- POV Punx 2 (2009)
- Joanna Angel and James Deen's Summer Vacation (2010)
- No Panties Allowed 2 (2010)
- James Deen Amateur Video: Jasmine Tame (2011)
- James Deen Amateur Video: Scarlett Pain (2011)
- No Panties Allowed 3 (2011)
- POV Punx 5 (2011)
- POV Punx 6 (2012)